# Gabriel Casas
Pour les articles homonymes, voir Casas.
Gabriel Casas y Galobardes (Barcelone, 21 décembre 1892 - Barcelone, 14 novembre 1973), est un photographe espagnol, l'un des plus importants de l'Entre-deux-guerres.

## Collections, archives
- Musée national d'Art de Catalogne
- Musée national centre d'art Reina Sofía
- Archives nationales de Catalogne